# Shahrestān di Mahmudabad
Lo shahrestān di Mahmudabad (farsi شهرستان محمودآباد) è uno dei 20 shahrestān della provincia del Mazandaran, in Iran. Il capoluogo è Mahmudabad. Lo shahrestān è suddiviso in 2 circoscrizioni (bakhsh): 
- Centrale (بخش مرکزی)
- Sorkhrud (بخش سرخرود), con la città di Sorkhrud.